# Бакасетас, Анастасиос
Анастасиос Бакасетас (греч. Αναστάσιος "Τάσος" Μπακασέτας; 28 июня 1993, Коринф, Греция) — греческий футболист, вингер греческого клуба «Панатинаикос» и национальной сборной Греции.

## Клубная карьера

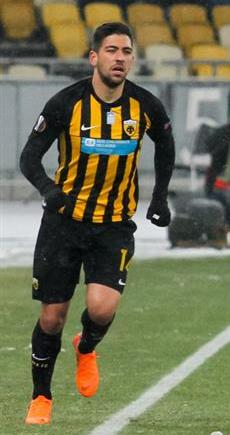
Бакасетас в составе АЕКа

Бакасетас — воспитанник клуба «Астерас». 28 ноября 2010 года в матче против «Ксанти» он дебютировал в греческой Суперлиге. В начале 2011 года для получения игровой практики Анастасиос на правах аренды перешёл в «Трасивулос». 13 февраля в матче против «Панаитоликоса» он дебютировал в футбольной лиге Греции. 28 февраля в поединке против «Этникоса» из Астераса Анастасиос забил свой первый гол за «Трасивулос». По окончании аренды он вернулся в «Астерас». 22 апреля 2012 года в поединке против «Паниониоса» Бакасетас забил свой первый гол за «Астерас». В начале 2014 года Анастасиос во второй раз был отдан в аренду, его новым клубом стал «Арис» из Салоников. 26 января в матче против «Левадиакоса» он дебютировал за новую команду. В этом же поединке Бакасетас сделал «дубль», забив свои первые голы за «Арис».
В начале 2015 года Анастасиос на правах свободного агента перешёл в «Паниониос». 31 января в матче против «Панатинаикоса» он дебютировал за новую команду. 4 февраля в поединке против «Ксанти» Бакасетас забил свой первый гол за «Паниониос». 12 марта 2016 года в матче против «Ксанти» он сделал хет-трик. По итогам второго сезона Бакасетас с 11 мячами стал лучшим бомбардиром команды.
Летом 2016 года Анастасиос перешёл в столичный АЕК, подписав контракт на три года. Сумма трансфера составила 300 тыс. евро. В матче против «Ксанти» он дебютировал за новую команду. 17 сентября в поединке против «Верии» Бакасетас забил свой первый гол за АЕК.

## Международная карьера
В 2011 году в составе юношеской сборной Греции Бакасетас принял участие в юношеском чемпионате Европы в Румынии. На турнире он сыграл в матчах против команд Ирландии, Чехии и Румынии.
В 2012 году Анастасиос стал серебряным призёром юношеского чемпионата Европы в Эстонии. На турнире он сыграл в матчах против команд Англии, Эстонии, Португалии и дважды Испании.
В 2013 году в составе молодёжной сборной Греции Бакасетас принял участие в молодёжном чемпионате мира в Турции. На турнире он сыграл в матче против сборной Узбекистана.
4 июня 2016 года в товарищеском матче года против сборной Австралии Бакасетас дебютировал за сборную Греции.

## Достижения
Греция (до 19)
- Финалист Юношеского чемпионата Европы: 2012